# Mount Princeton
Mount Princeton je šestá nejvyšší hora pohoří Sawatch Range ve Skalnatých horách. Leží v jižní části pohoří, ve střední části státu Colorado, v Chaffee County.
Nachází se přibližně 40 km jihozápadně od nejvyšší hory Skalnatých hor Mount Elberta. Mount Priceton je třicátou druhou nejvyšší horou Spojených států a čtyřicátou šestou nejvyšší horou Severní Ameriky. Je pojmenovaná podle Princetonské univerzity.